# Melocactus bahiensis

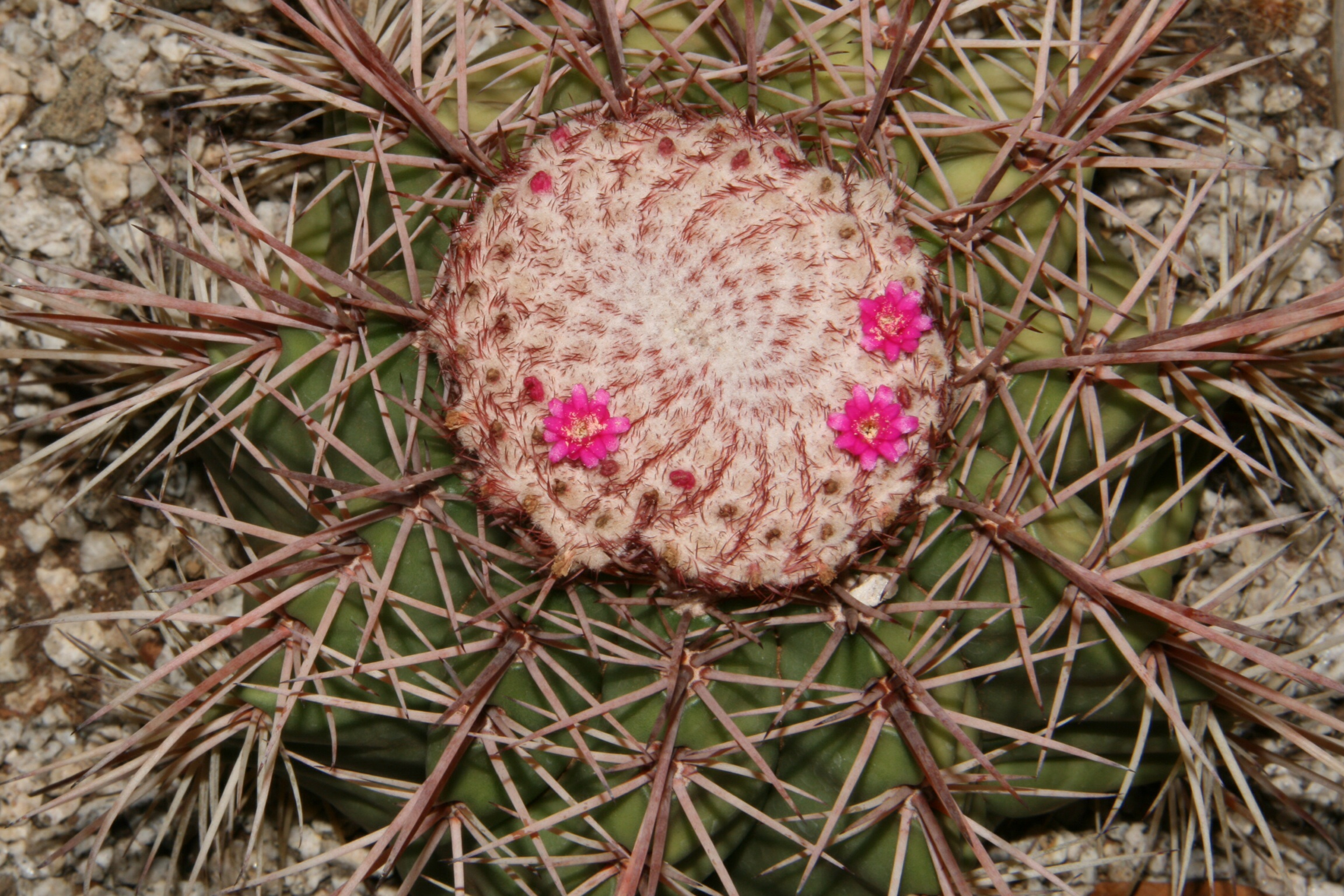
Melocactus bahiensis subsp. amethystinus

Melocactus bahiensis ist eine Pflanzenart aus der Gattung Melocactus in der Familie der Kakteengewächse (Cactaceae). Das Artepitheton bahiensis verweist auf das Vorkommen im brasilianischen Bundesstaat Bahia.

## Beschreibung
Melocactus bahiensis wächst mit hell- bis dunkelgrünen, kugelförmigen, niedergedrückt kugelförmigen oder pyramidalen Trieben, die bei Durchmessern von 11 bis 21 Zentimeter Wuchshöhen von 9,5 bis 21 Zentimeter erreichen. Es sind acht bis 14 niedrige, unterschiedlich geformte Rippen vorhanden. Von den braunen, rötlichen oder gelben, grau übertönten Dornen sind bei Jungpflanzen einige gebogen oder gehakt. Die ein bis vier Mitteldornen sind mehrheitlich gerade und 1,7 bis 5 Zentimeter lang. Es sind sieben bis zwölf mehrheitlich gerade Randdornen vorhanden, die eine Länge bis zu 6 Zentimeter aufweisen. Das meist kleine Cephalium wird bis zu 5 Zentimeter hoch und erreicht einen Durchmesser von 6,5 bis 8,5 Zentimeter.
Die mehr oder weniger rosamagentafarbenen Blüten sind 2 bis 2,3 Zentimeter lang und weisen Durchmesser von 1 bis 1,25 Zentimeter auf. Die Früchte sind rötlich bis magentafarben und unten heller.

## Verbreitung, Systematik und Gefährdung
Melocactus bahiensis ist in den brasilianischen Bundesstaaten Pernambuco, Bahia und Minas Gerais verbreitet.
Die Erstbeschreibung als Cactus bahiensis erfolgte 1922 durch Nathaniel Lord Britton und Joseph Nelson Rose. Philipp von Luetzelburg stellte die Art 1923 in die Gattung Melocactus. Weitere nomenklatorische Synonyme sind Melocactus oreas subsp. bahiensis (Britton & Rose) Rizzini (1982) und Melocactus oreas var. bahiensis (Britton & Rose) Rizzini (1982).
Es werden folgende Unterarten und Formen unterschieden:
- Melocactus bahiensis subsp. bahiensis
- Melocactus bahiensis subsp. amethystinus (Buining & Brederoo) N.P.Taylor

- Melocactus bahiensis f. bahiensis
- Melocactus bahiensis f. acispinosus (Buining & Brederoo) N.P.Taylor
- Melocactus bahiensis f. inconcinnus (Buining & Brederoo) N.P.Taylor

In der Roten Liste gefährdeter Arten der IUCN wird die Art als „Least Concern (LC)“, d. h. als nicht gefährdet geführt.

## Nachweise